# Bartholomäus Kaffel
Bartholomäus Kaffel (* 1781 in Wien; † 18. Juni 1853 ebendort) war ein österreichischer Glockengießer.

## Leben
Bartholomäus Kaffel arbeitete zuerst mit Johann Caspar Hofbauer dem Jüngeren zusammen. Ab ca. 1825 arbeitete er alleine, vermutlich den Betrieb von Hofbauer übernehmend. Er führte später den Titel k. k. Hofglockengießer. Johann Freisinger trat wahrscheinlich Kaffels Nachfolge an, da Freisingers Glocken teils die Verzierungen von Kaffel zeigen.

## Werke
Kaffel goss Glocken in Barockform von guter bis mittelmäßiger Klangqualität (Septim- und Sextglocken). Er war ziemlich erfolgreich tätig. Es haben sich nur kleinere Glocken erhalten.
Erhaltene Glocken
- Glocke aus 1828 in der Pfarrkirche Weikendorf NÖ
- Zügenglocke 1830 im Stephansdom Wien
- Glocke aus 1831 in Maria am Gestade Wien
- Zwei Glocken aus 1831 in der Pfarrkirche Drösing NÖ
- Glocke aus 1837 in der Mechitaristenkirche Wien
- Glocke aus 1837 in der Lungenheilanstalt in Preßbaum
- Glocke aus 1838 in Kahlenbergerdorf in Wien
- Glocke aus 1841 in Seyring NÖ
- Glocke aus 1844 in der Redemptoristenkirche in Eggenburg NÖ
- Glocke aus 1844 in der Martinskirche (Klosterneuburg) NÖ
- Glocke aus 1846 in der Pfarrkirche Gallbrunn NÖ
- Glocke aus 1847 in Pürschhof NÖ
- Glocke aus 1849 in Poysdorf NÖ
- Glocke aus 1852 in der Pfarrkirche Loidesthal NÖ
- Glocke aus 1852 in der Sammlung Pfundner Wien